# Autorenbuchhandlung
An einer Autorenbuchhandlung sind neben dem sie betreibenden Buchhändler Schriftsteller als Gesellschafter beteiligt.

## Geschichte
In den 1970ern wurde jeweils eine Autorenbuchhandlung in München, Berlin und Frankfurt am Main eröffnet, um dem Trend der Großbuchhandlungen und deren allein auf den Mainstream und Absatz zielenden Sortimente die „Literatur als Kunst“ und ambitionierte  Weltliteratur entgegenzusetzen. Die daran bereits bei ihrer Gründung als Gesellschafter beteiligten Schriftsteller brachten sich mit einer einmaligen finanziellen Eigenbeteiligung ein und sind den Autorenbuchhandlungen noch heute mit „viel Rat und Tat“ verbunden.
- 1973 gründeten in München Martin Gregor-Dellin, Jürgen Kolbe, Michael Krüger, Fritz Arnold, Paul Wühr, Inge Poppe-Wühr[5], Christoph Buggert, Günter Herburger, Tankred Dorst und Peter Laemmle die erste genossenschaftlich organisierte Autorenbuchhandlung.[1]

- Im September 1976 wurde eine Autorenbuchhandlung in Berlin-Charlottenburg feierlich eröffnet. In seiner Rede befürwortete Günter Grass u. a. ausdrücklich die „City“ als Standort von Autorenbuchhandlungen.[2] Unter den anwesenden Schriftstellern und Kulturschaffenden waren u. a. Hildegard und Reinhard Baumgart, Peter Bichsel, Heinrich Böll, Elias Canetti, Ingeborg Drewitz, Tankred Dorst, Marianne Frisch, Ernst Jandl, Urs Jaeggi, Uwe Johnson, Allen Ginsberg, Wolfgang Hildesheimer, Walter Höllerer, Elfriede Jelinek, Walter Kempowski, Brigitte Kronauer, Wolf Lepenies, Friederike Mayröcker, Margarete Mitscherlich, Oskar Pastior, Elisabeth Plessen, Gerlind Reinshagen, Klaus Staeck, Uwe Timm, Vicco von Bülow, Klaus Wagenbach, Martin Walser und Peter Weiss.[2]
2008 sind in Berlin die beiden Erstbetreiber der Autorenbuchhandlung in den Ruhestand getreten und von den Autoren zwei neue gewählt worden. Dem schloss sich 2011 ein Umzug unweit des ersten Standorts zum „Else-Ury-Bogen“ am S-Bahnhof Savignyplatz an.[6]

- 1979 wurde bislang als letzte die Autorenbuchhandlung in Frankfurt am Main eröffnet, die sich 2001 mit der Karl-Marx-Buchhandlung zusammengetan[4] und die auf Belletristik spezialisierte Filiale Marx & Co im Frankfurter Westend eröffnet hat.[7]

## Als Veranstaltungsort
Die Autorenbuchhandlungen haben sich zudem als Veranstaltungsort von Lesungen namhafter Autoren etabliert, gerade in Berlin u. a. auch unter Beteiligung von Isabel Allende, Heinz Berggruen, Alfred Brendel, Marica Bodrožić, Friedrich Christian Delius, Jacques Derrida, Thea Dorn, Umberto Eco, Lars Gustafsson,  Wolfgang Kohlhaase, György Konrád, Michael Krüger, Sibylle Lewitscharoff, Gert Loschütz, Ulrich Plenzdorf, Hans Sahl, Ingo Schulze, Jorge Semprún, Susan Sontag und Hanns Zischler.